# Mim (gènere teatral)
Mim – del grec μίμος i mimus en llatí- designa tant el gènere teatral com l'actor que l'interpreta. Originat a l'antiga Grècia, el mim era un gènere teatral que representava una farsa burlesca, de vegades amb trets dramàtics i representat amb un realisme profund. Quant a la temàtica, sempre es partia d'un fet real de la vida quotidiana amb el qual, més tard, se l'acompanyava d'acudits i fins i tot amb escenes de violència, cosa que aportava cert dramatisme a l'obra. Els trets més distintius d'aquest gènere eren els següents: els mims no portaven màscara, els papers femenins eren representats per dones i hi havia tants mims com personatges eren requerits a l'obra. Són tots aquests trets els que feien del mim un gènere diferent de tots els altres gèneres teatrals nascuts a l'antiga Grècia.

## Història
A la literatura grega, la paraula mim s'associa amb el nom de Sofró de Siracusa (segle V a. C.) i el seu fill Xenarc. El que sabem sobre Sofró deriva principalment de la Suda i d'altres lexicògrafs. Ens diuen que va escriure μίμους ἀνδρείους "mims d'homes" i μίμους γυναικείους "mims de dones" en el dialecte dòric, que estaven escrits en prosa. Els títols d'algunes de les obres eren Ἄγγελος "El missatger", Θυννοθήρας "El pescador de tonyines", Γέροντες ἁλιεῖς "Els vells pescadors", i Ἀκεστρίαι "Les llevadores", Nυμφοπόνος "La criada de l'esposa", Πενθερά "La sogra", Ἰσθμιάζουσαι "Les dones a les festes de l'Istme". Se suposa que les composicions de Sofró van ser escrites en una prosa rítmica i eren delineacions enginyoses de caràcter ordinari, plenes de llenguatge vulgar i indirectes. Considera, a més, que poden haver-se realitzat en l'àmbit privada, com el matrimoni de Dionís i Ariadna al final del Simposi de Xenofont. Un altre autor grec d'època hel·lenística que va escriure mims, va ser Herodes, del que es conserven una sèrie d'obres breus amb el títol de Mimiambes (μιμίαμβοι).
En el seu origen, “mim” no significava “aquell qui imita qualsevol cosa” sinó que era “aquell qui imita amb la veu”. Més tard s'amplia el seu valor i és quan Plató parla ja no només de la veu sinó també de la forma. No és fins a finals del segle V a.C que es començà a entendre el mim com a gènere propi i com a l'actor d'aquest mateix.
A Roma, en canvi, el mimus era, com la comèdia atel·lana, un joc de caràcter improvisat de la vida ordinària, però, a diferència d'aquesta, els personatges no portaven màscares, a més, estava més preocupat pel costat còmic de la vida baixa de la ciutat. Va originar-se al Laci i es va desenvolupar a partir dels balls al so de la flauta que es realitzaven al teatre durant els entreactes, encara que de vegades també es duien a terme en cercles privats per divertir als convidats durant el sopar. Més tard va assumir una certa serietat escènica i va rebre la influència de les obres de la Comèdia Nova grega. La principal funció del mim era provocar el riure, per la qual cosa el llenguatge era el de les classes més baixes, groller i vulgar. Mimi i mimae apareixen per primera vegada en l'època de Sul·la i en l'època de Ciceró. Respecte als papers femenins, van ser interpretats per dones i la majoria de les seves actuacions es realitzaven durant les festes de les Floràlia romanes.

## Característiques dels actors
En funció del lloc on actuessin o del que fessin, els actors podien rebre diferents apel·latius, que eren els següents:
- Planipes: “el de peus plans”. Rebia aquest nom per actuar descalç o bé perquè al teatre no actuava sobre l'escena sinó que ho feia des de l'orquestra.
- Circulator: “l'actor ambulant”. Deambulava per diferents pobles imitant a persones, oficis i animals amb actuacions de carrer o bé populars. A més actuava a cases particulars on podia servir com a esclau.
- Praestigiator: “prestidigitador”. A part de les imitacions entretenia a la gent amb jocs malabars.
- Lusor: “bufó”. Rebia aquest apel·latiu car acompanyava les seves actuacions amb bufonades, cosa que semblava divertir al públic. Ja des d'època republicana els mandataris com Sul·la s'acompanyaven d'aquests personatges quan es feia de nit. També en època imperial eren contractats a palau per divertir els emperadors. Un personatge destacat fou el bufó particular de Tiberi.
- Aretalogus: “fabulador”. Artista que es dedica de forma professional a narrar faules, mites i altres històries relacionades amb els déus.

Els mims podien actuar sols o dins d'una companyia teatral (grex). El lèxic que caracteritza als mims és el mateix que als altres gèneres dramàtics, per la qual cosa trobem dins de la companyia la mateixa divisió: en tota companyia hi havia una jerarquia en funció del paper de cada mim. El primer actor rebia l'apel·latiu archimimus, qui assumia les funcions de direcció de les representacions i fins i tot escrivia el llibret sobre el qual improvisaven els altres actors (mimographus). Els altres rebien la denominació d'actors secundaris i avui en dia s'han arribat a documentar més de quatre papers en una mateixa obra (actor primarium partium).
Els actors professionals del mim pertanyien a les classes socials més baixes, especialment esclaus i lliberts, encara que també pujaven a l'escenari dones, però no se sap si de manera esporàdica o com a professionals. Segons Justinià, els archimimi que eren propietat d'un romà sempre quedaven econòmicament lligats a aquest després de la manumissió, ja que l'amo podia exigir-los diners o cobrar la recaptació de la seva representació. Tanmateix, qualsevol podia compondre una escena mímica, fonamentalment en contextos privats en què ni tan sols les persones de classe alta mostraven pudor i aprofitaven per posar a prova la seva vena artística. El salari dels mims era diürn (diurnum) que es podia veure complementat amb donatius o regals de particulars (donatio).
Pel que fa al vestuari dels mims se sap que era simple. Es caracteritzaven especialment pel ricinium, una mena de vel o xal portat especialment per dones endolades, i el centunculum, un vestit apedaçat, encara que també és d'esperar que al representar fets de la vida quotidiana el vestuari escènic reproduís fidelment tals situacions, el que ens fa pensar que potser no portessin una vestimenta fixa. Entre els ornaments més destacats trobem fal·lus, bastons, togues, parracs, etc.

## Característiques del gènere
El nucli de la representació és un argument mínim, que podia ésser compost pel primer actor o archimimus, sobre el qual improvisaven el text restant. El tema tractava sobre coses de la vida quotidiana, com la ridiculització de caràcters, paròdies de personatges o professions com ara la dels filòsofs, advocats, etc., ironia sobre aspectes de la vida (enamoraments, avarícia…) o paròdies mitològiques, però tot tractat d'una manera molt frívola i divertida.
La segona característica de l'art dels mims és la “imitació” a través de la gestualització, sovint substituta de la paraula. El mimògraf Laberi plantejava així l'actuació del mim sobre un escenari: “Què porto a escena, la importància de l'aspecte, la dignitat del cos, la virtut de l'esperit o el so d'una veu agradable?”
Segons Ciceró, els mims funden el seu art en la fal·làcia, de la qual neixen els arguments dels mim. Aquesta afirmació pot semblar contradictòria amb el fet que el mim és una clara imitació de vida quotidiana; tot i així tot gènere teatral se centra en l'engany (comèdia) o en l'error (tragèdia), de manera que aquesta “fal·làcia” ha de trobar-se amb el que pot anomenar-se com a “realisme còmic”, és a dir, imitació de la realitat de manera exagerada, que li atorga un caire d'engany respecte a la realitat en si mateixa. 
Els mims basaven la seva actuació en quatre punts principals: imitació de la vida quotidiana, la improvisació d'un text (ὑπόθεσις), la gestualització del cos i del rostre, ja que el portaven al descobert, és a dir, sense màscara, i la imitació de personatges i animals amb la veu. Aquestes característiques facilitaven les representacions que es produïen al carrer, sobre un escenari o bé a cases particulars, sense complicacions pel que fa a l'escenografia o al vestuari.

## Autors romans

### Dècim Laberi
Dècim Laberi va néixer, segons el pròleg d'un mim seu estrenat l'any 46 aC que revela que tenia seixanta anys, l'any 106 aC. Respecte a la seva mort, sabem per Sant Jeroni que va ser a Putèoli el 43 aC, el desè mes després de l'assassinat de Cèsar. Curiosament, doncs, neix i mor els mateixos anys que Ciceró, amb el qual es troba més d'una vegada personalment per Roma. Pertanyia a l'orde eqüestre, cosa bastant rara en un mimògraf.
Encara que resten molts fragments dels mims de Dècim Laberi, el volum conservat és mínim (una mitjana de quatre versos per obra). Per això no es pot saber com era realment un mim d'aquest autor. Respecte a l'argument, la gran quantitat de títols coincideix amb altres anteriors de pal·liata, togata i atel·lana. Dècim Laberi se centra sobretot en les creences i en les festes romanes (com a la togata), i en les seves obres és molt habitual la crítica del dia a dia de l'urbs, fins i tot la més arriscada, contra aquells que posseeixen el poder polític, està molt present en el cavaller mimògraf. En els moments que travessava Roma, criticar els seus costums era molt arriscat. El tema polític d'actualitat va ser un ingredient important en el mim de Laberi. Un altre aspecte que crida l'atenció és la freqüent al·lusió a la filosofia i a les escoles (com la doctrina pitagòrica, en el seu mim Cancer), en to irònic i de paròdia. La seva manera de tractar la filosofia recorda en certa manera els satírics.
El fet que s'hagin conservat un nombre elevat de fragments de Dècim Laberi respon al seu ús particular de la llengua (utilitzava paraules obsoletes, col·loquials, de procedència distinta i fins i tot inventades), relacionable amb altres autors, com Plaute i l'atel·lana. Per tant, l'originalitat de la llengua i l'estil de Laberi resideixen en la mescla de la tradició còmica, amb tota la seva expressivitat, amb els recursos procedents de la llengua popular i amb l'ús audaç i lliure del llatí que ja té una tradició literària.

### Publili Sirus
Sabem, gràcies a un passatge de Plini el Vell, que Publili Sirus era procedent d'Antioquia de Síria, d'on arribà en una nau amb un cosí seu, Manili, i el futur professor i gramàtic Estaberi Erotes, tots tres com a esclaus. Macrobi ens diu que era un nen quan va ser presentat al seu patró, un cert Publili, que més tard li concediria la manumissió, deguda la seva gràcia, la seva intel·ligència i la seva preparació: d'aquesta notícia s'ha volgut deduir el seu naixement entorn del 93 aC.
Les restes dels mims de Publili Sirus són escasses: es redueixen a només dos títols, el primer d'ells a més totalment conjectural: Murmurco "El rondinaire" i Putatores "Els podadors"; pràcticament res podem deduir a partir d'ells i dels 4 versos que resten de cadascun, i dos encara molt més incomplets, pràcticament perduts. Dels seus mims, a més, se'n va fer un recull anomenat Sententiae. Molt apreciat per autors com Sèneca o Quintilià.
De la seva obra criden l'atenció les seves opinions morals, expressades en versos sentenciosos de ric contingut, encara que pel poc que tenim conservat d'ell no podem afirmar que tota la seva obra fos així.